# 굿바이 칠드런
《굿바이 칠드런》(프랑스어: Au revoir les enfants)은 1987년 개봉한 프랑스의 드라마 영화이다. 루이 말이 감독과 각본을 맡았다. 1987 베네치아 영화제 황금사자상, 1988 세자르상 작품상 수상작이다.

## 줄거리
1943년에서 1944년 겨울, 점령된 프랑스에 있는 카르멜회 기숙학교의 학생인 줄리앙 캉탱은 방학을 마치고 학교로 돌아온다. 그는 다른 학생들에게는 거칠게 행동하지만, 사실은 어머니를 몹시 그리워하는 응석받이 소년이다. 기숙학교의 단조로운 생활로 돌아가는 것을 슬퍼하던 줄리앙의 수업은 교장인 장 신부가 세 명의 새로운 학생들을 소개하기 전까지는 별다른 사건 없이 진행되는 듯했다. 그중 한 명인 장 보네는 줄리앙과 동갑이다. 다른 학생들처럼 줄리앙도 처음에는 보네를 싫어했다. 보네는 사교성이 부족하고 산술과 피아노 연주에 재능이 있는 소년이었다.
어느 날 밤, 줄리앙은 잠에서 깨어 보네가 키파를 쓰고 히브리어로 기도하는 것을 발견한다. 새 친구의 사물함을 뒤져본 후, 줄리앙은 진실을 알게 된다. 그의 진짜 이름은 보네가 아니라 키펠슈타인이다. 학교의 자비롭고 희생적인 사제인 장 신부는 쫓기는 유대인들에게 비밀 망명을 허락하기로 동의했던 것이다. 보물찾기 게임 후, 줄리앙과 장은 유대인이라는 공통된 경험을 통해 가까운 우정을 발전시킨다.
부모의 날에 줄리앙의 어머니가 방문하자, 줄리앙은 어머니에게 부모님이 오지 못한 보네가 함께 고급 레스토랑에서 점심 식사를 할 수 있는지 묻는다. 식탁에 앉아 대화는 공장 주인인 줄리앙의 아버지로 향한다. 줄리앙의 형이 아버지가 여전히 필리프 페탱 원수 편이냐고 묻자, 캉탱 부인은 "이제는 아무도 아니야."라고 대답한다. 프랑스 민병대가 도착하여 유대인 식사객을 쫓아내려 한다. 줄리앙의 형이 그들을 "협력자들"이라고 부르자, 민병대 지휘관은 격분하여 캉탱 부인에게 "우리는 프랑스를 위해 봉사하는 겁니다, 부인. 그가 우리를 모욕했어요."라고 말한다. 그러나 독일 국방군 장교가 차갑게 떠나라고 명령하자, 민병대 장교들은 마지못해 복종한다. 줄리앙의 어머니는 그 유대인 식사객이 매우 존경받는 신사처럼 보인다고 말한다. 그녀는 유대인에게 아무런 감정이 없지만, 레옹 블룸 같은 사회주의 정치인이 교수형당한다 해도 반대하지 않을 것이라고 덧붙인다.
얼마 후, 학교 조리사 조제프는 학교 식량 공급품을 암시장에 팔아넘긴 것이 들통난다. 그는 줄리앙과 그의 형 프랑수아를 포함한 여러 학생들을 공범으로 지목한다. 장 신부는 이러한 부당함에 분명히 괴로워했지만, 조제프를 해고하고 학생들은 부유하고 영향력 있는 부모들의 심기를 거스를까 봐 퇴학시키지 않는다.
1944년 1월의 추운 아침, 게슈타포가 학교를 급습하여 장 키펠슈타인을 수색한다. 그의 교실이 수색당할 때, 줄리앙은 무심코 그를 쳐다봄으로써 보네를 알려주게 된다. 다른 두 명의 유대인 소년들이 추적당할 때, 줄리앙은 그들을 밀고한 주방 보조 조제프를 만난다. 줄리앙의 말 없는 불신에 맞서 자신의 배신을 정당화하려던 조제프는 그에게 "그렇게 경건한 척하지 마. 전쟁 중이야, 꼬마야."라고 말한다. 역겨움을 느낀 줄리앙은 달아난다. 장과 줄리앙은 학교가 폐쇄되어 짐을 챙기면서 그들의 공통된 습관인 책을 교환한다.
학생들이 학교 운동장에 줄을 서자, 게슈타포 장교는 장 신부의 행동을 비난하며 프랑스 사람들을 나약하고 무절제하다고 말한다. 잠시 후, 장 신부가 세 명의 유대인 소년들을 한 줄로 뒤따라 학교 운동장을 가로질러 끌려간다. 신부가 그들 사이를 지나갈 때마다 학생들은 저절로 그에게 "잘 가세요, 신부님!"이라고 외친다. 그는 멈춰서서 반쯤 몸을 돌려 학생들을 향해 큰 소리로 대답한다: "잘 가거라, 얘들아! 또 보자!" 장은 정원 담장의 금속 문을 통해 학교 밖으로 나가는 마지막 학생이다. 그가 문을 나설 때, 그는 잠시 줄리앙 쪽을 뒤돌아보고, 줄리앙은 그에게 조심스럽게 손을 흔들어준다.
영화는 나이가 든 줄리앙이 보네, 네구스, 뒤프레는 아우슈비츠에서 사망했고, 장 신부는 마우트하우젠에서 사망했으며, 학교는 10월에 다시 문을 열었다는 내레이션 에필로그로 끝난다. 그는 40년 이상이 지났지만, 그 1월 아침의 모든 순간을 죽는 날까지 기억할 것이라고 설명한다.

## 출연

### 주연
- 가스파스 마네스
- 라파엘 페이토

### 조연
- 프랜신 라세트
- 스타니슬라스 카레 드 말버
- 필립 모리에르 제노드
- 프랑수와 벨레앙
- 프랑수아 네그레뜨
- 피터 피츠

## 기타
- 미술: 윌리 홀트
- 의상: 코린느 조리